# María Luisa Cobo
María Luisa Cobo Peña (nacida como Ignacia Cobo Peña; Jerez de la Frontera, 30 de septiembre de 1909 - Jerez de la Frontera, 1973) fue una destacada activista feminista y anarquista española. Nacida en el seno de una familia humilde, creció en el barrio de San Miguel, donde decidió cambiar su nombre a María Luisa para reafirmar su independencia personal.
Desde muy joven, Cobo comenzó a trabajar en diversas ocupaciones, inicialmente como sirvienta en casas y luego en el mercado de Abastos de Jerez. Fue en este entorno donde comenzó a involucrarse en discusiones sindicalistas y anarquistas, siendo influenciada por el ambiente de creciente ebullición revolucionaria. A los 22 años, en 1931, se afilió a la Confederación Nacional del Trabajo (CNT), convirtiéndose en una referente del anarcosindicalismo y una de las impulsoras del feminismo revolucionario y de clase en su ciudad natal.
Entre 1933 y 1934, participó en la creación del "grupo mixto", una agrupación de trabajadoras del textil y el servicio doméstico. Este grupo surgió de la necesidad de que las mujeres y sus ocupaciones tuvieran sus propias herramientas y organizaciones, ya que los empleos feminizados estaban subrepresentados en los sindicatos. En 1933, durante una huelga general en Jerez, Cobo fue detenida preventivamente debido a su trayectoria como sindicalista. Más tarde ese año, fue nuevamente detenida por su participación en el desalojo de una vecina. En 1934, fue desterrada a Cádiz, donde residió hasta su regreso a Jerez con la victoria del Frente Popular en 1936.

## Activismo durante la guerra civil

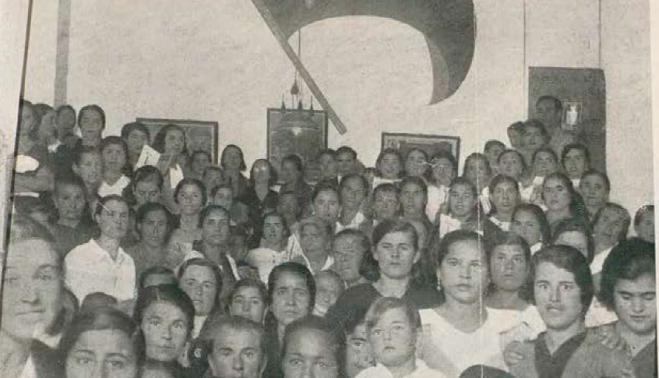
Una imagen de algunas miembros del Sindicato de Emancipación Femenina publicada en el número 2 de la revista Mujeres Libres.

Al regresar a Jerez en 1936, Cobos continuó promoviendo la creación de un sindicato para la emancipación de las trabajadoras. En abril de ese año, se fundó el Sindicato de Emancipación Femenina, que alcanzó alrededor de mil quinientas en su corta trayectoria.
La base ideológica de este sindicato se podía ver en el artículo “A la mujer, no; a vosotros, proletarios” que fue publicado en el periódico cenetista Solidaridad Obrera en septiembre u octubre de 1935.

### Mujeres Libres
Durante el golpe de Estado de 1936, Cobo se encontraba en Ronda, donde ayudó a organizar las milicias andaluzas. En este contexto, se creó una organización de Mujeres Libres, un colectivo anarcofeminista que organizaba la retaguardia anarquista. María Luisa Cobo fue una figura clave en esta organización, utilizando sus habilidades para coordinar y apoyar las labores esenciales de la retaguardia durante la guerra civil. Además, ayudaba a promover actividades y campañas incluyendo conferencias, talleres y eventos comunitarios. Su papel fue crucial para la organización y movilización de huelgas y protestas, demostrando su compromiso y capacidad para enfrentar la represión. 

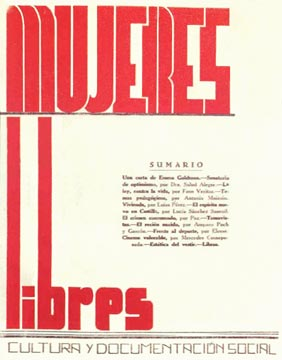
Primera revista de Mujeres Libres

Tiempo después también se creó una revista con el mismo nombre de la organización “Mujeres Libres” en la que tuvo el papel de corresponsal.  En esta capacidad, reportaba sobre las actividades locales de las mujeres trabajadoras y las luchas sindicales, fortaleciendo la cohesión y la solidaridad entre las militantes dispersas por España. Utilizaba la revista para difundir información sobre derechos laborales, salud femenina y la importancia de la autogestión y la participación activa en la lucha sindical. Además, para coordinar y difundir las actividades y campañas organizadas por el colectivo. Esto incluía la organización de conferencias, talleres y eventos comunitarios, así como la movilización para huelgas y protestas.
“Compañera, si quieres llegar a elevar tu salario, asóciate en nuestro Sindicato; si quieres ser respetada como obrera, acude al Sindicato; si quieres conseguir aminorar la jornada de trabajo; ingresa en la Organización […] y súmate a tus hermanas de clase; en una palabra: si quieres elevar tu nivel cultural y moral libertario sindícate.”

## Exilio y represión franquista
Tras la caída de Ronda, Cobo se trasladó a Madrid, y en 1938 a Barcelona, donde continuó su activismo a pesar de enfermar de pleuritis. Con la caída de la República en 1939, emigró a Francia junto a su compañero, Juan Pedro González. En Francia, fue internada en un campo de concentración de mujeres en Besaçon. Decidieron regresar a Barcelona ante la promesa de Franco de no condenar a aquellos que no hubieran cometido delitos de sangre. Sin embargo, Cobo fue delatada y arrestada. A partir de entonces, comenzó un ciclo de entradas y salidas de prisión, negándose a revelar su verdadera identidad. Fue trasladada a Madrid y posteriormente a Jerez para ser juzgada, donde se defendió a sí misma, reafirmando su ideología anarquista.
Finalmente, fue condenada a seis años de prisión por auxilio a la rebelión. Tras cumplir su condena en Madrid, regresó a Jerez en 1972, donde vivió hasta su muerte en 1973.